# Jacksonia
Jacksonia là một chi gồm một số loài cây bụi không lá thuộc họ Fabaceae, đặc hữu của Úc.

## Hình ảnh

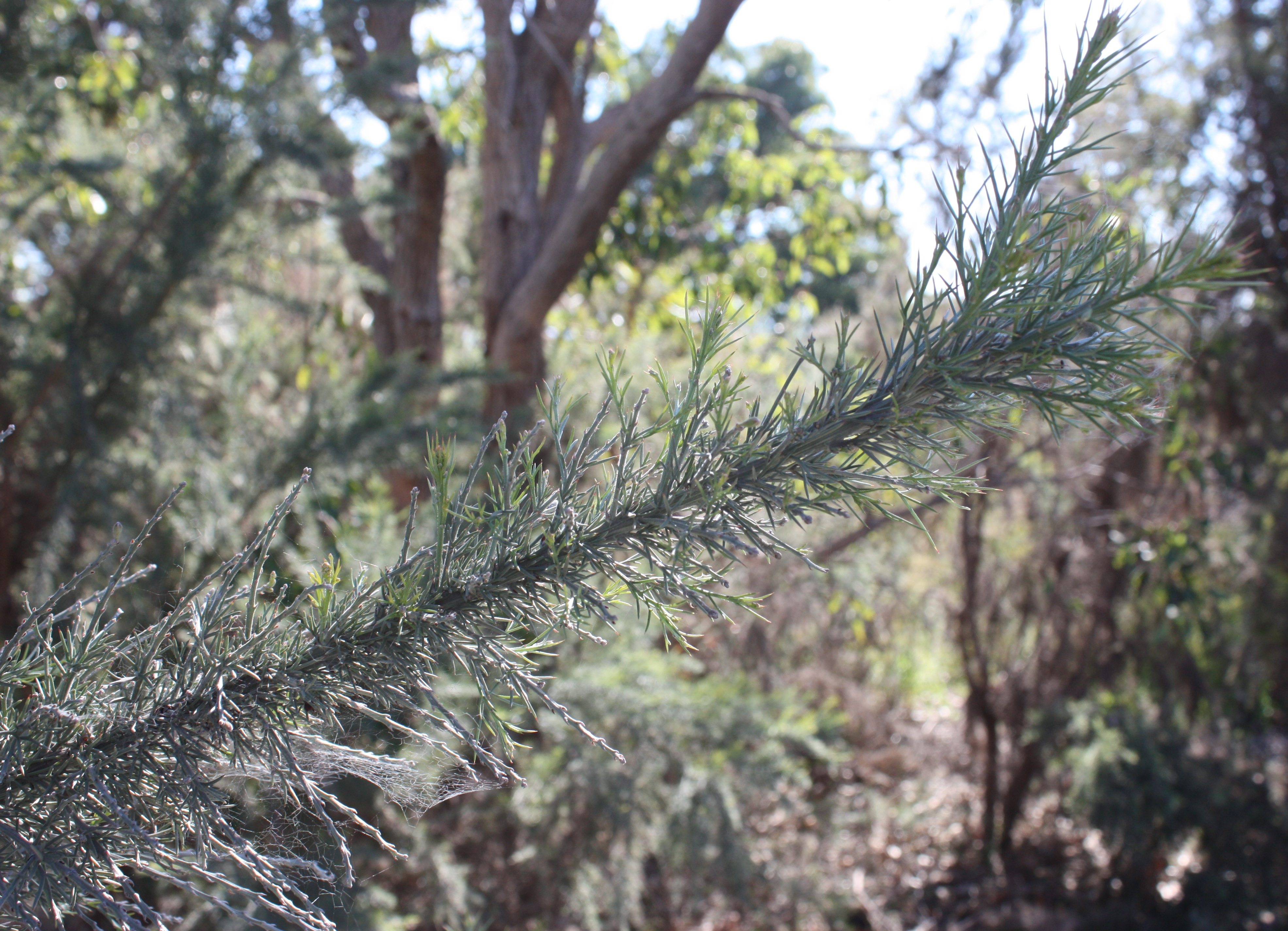
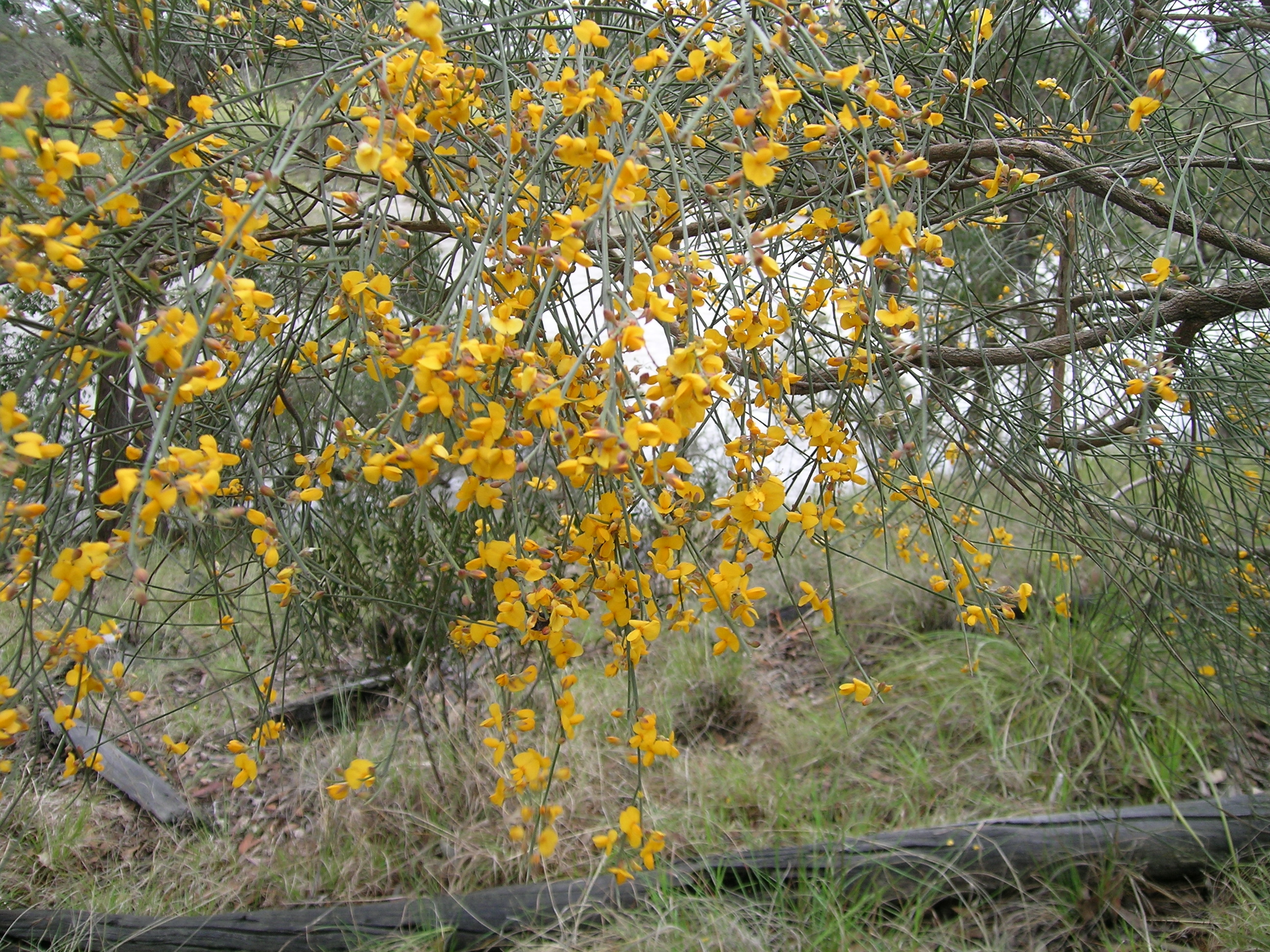
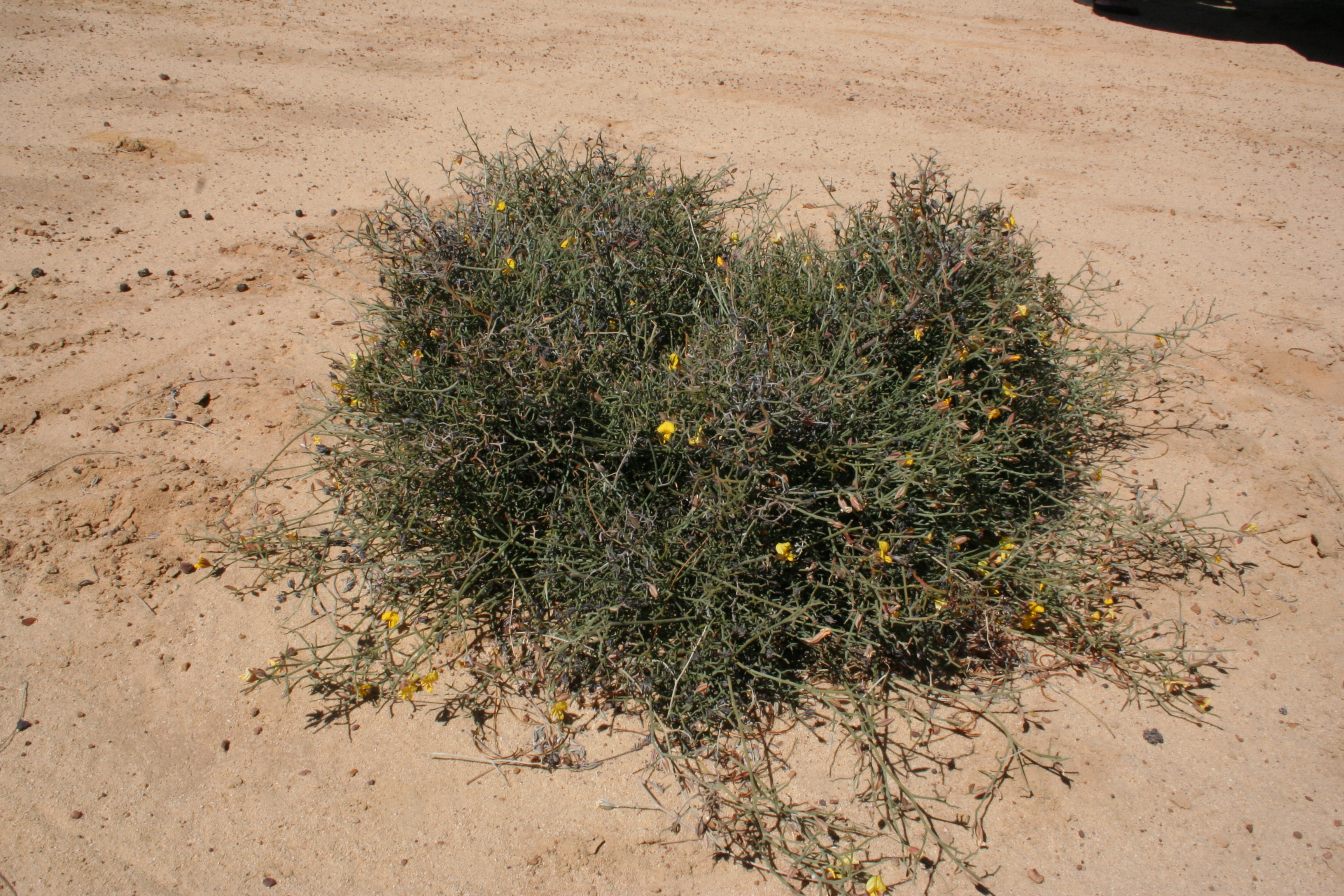
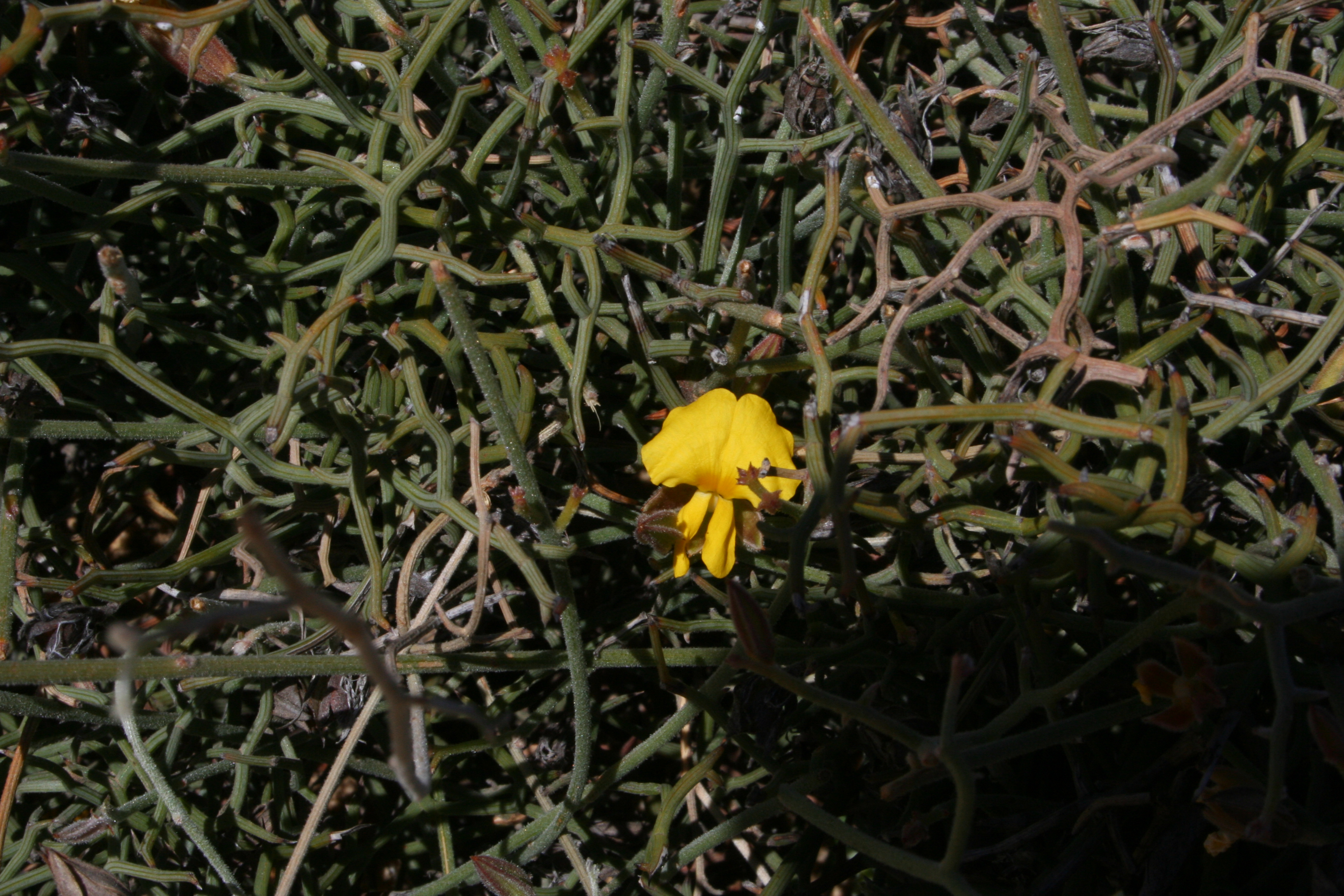

## Các loài
- J. aculeata
- J. alata
- J. angulata
- J. aphylla
- J. argentea
- J. calycina
- J. capitata
- J. carduacea
- J. compressa
- J. condensata
- J. cupulifera
- J. decumbens
- J. densiflora
- J. dilatata
- J. eremodendron
- J. floribunda
- J. foliosa
- J. forrestii
- J. furcellata (Grey Stinkwood)
- J. gracilis
- J. grevilleoides
- J. hakeoides
- J. horrida
- J. lehmanii
- J. macrocalyx
- J. mollissima
- J. nematoclada
- J. odontoclada
- J. racemosa
- J. ramosissima
- J. restioides
- J. rhadinoclada
- J. scoparia (Dogwood)
- J. sericea (Waldjumi)
- J. spinosa
- J. stackhousei
- J. sternbergiana (Stinkwood)
- J. stricta
- J. thesioides
- J. turneriana
- J. ulicina
- J. velutina
- J. vernicosa